# Antun Branko Šimić
Antun Branko Šimić (Drinovci, 18. studenoga 1898. – Zagreb, 2. svibnja 1925.) bio je hrvatski pjesnik, esejist, kritičar i prevoditelj.

## Životopis
Pučku školu pohađa u rodnim Drinovcima. Tri razreda franjevačke klasične gimnazije završava u Širokom Brijegu. Nakon Širokoga Brijega upisao je četvrti razred gimnazije u Vinkovcima. Školovanje je nastavio u zagrebačkoj Donjogradskoj klasičnoj gimnaziji. U osmom razredu, 1917. godine, napušta školovanje zbog izdavanja književnog časopisa Vijavica u Zagrebu, a književni časopis Juriš pokreće 1919. godine pod utjecajem ekspresionističkog lista Der Sturm. Godine 1923. pokreće i treći časopis, Književnik.
Nakon teške upale pluća 1924. godine obolio je od tuberkuloze i pokušao se liječiti u Dubrovniku i Cavtatu, a 1925. godine vratio se u Zagreb.
Umro je od tuberkuloze pluća, u dvadeset i sedmoj godini, u Zagrebu 2. svibnja 1925. godine. Pokopan je na zagrebačkome groblju Mirogoju.

## Književno stvaralaštvo
Šimić je bio pjesnikom izrazite težnje da zgusnutim, škrtim stihom intenzivira doživljaj svijeta.
Takav je bio i kao esejist i kritik: volio je strogi red, čuvao se razlivenosti i praznine. Napisao je brojne eseje, književne i likovne kritike, polemike o novom pjesništvu, nekoliko kraćih proza, dnevnik, autobiografiju, nekoliko dramskih fragmenata, te započeo roman Dvostruko lice. Posmrtno su mu objavljena izabrana djela, sabrana djela, proza i poezija.
Prvu pjesmu Zimska pjesma objavio je 1913. godine u časopisu Luč kao petnaestogodišnjak, a u Vinkovcima je napisao zbirku pjesama Cibaliana. Rane pjesme od 1913. do 1917. godine u velikoj mjeri slijede Matošev pjesnički program. Posrijedi je pejzažna lirska stroge forme i impresionistički uhvaćenih pojedinosti iz zavičajnog okružja. Katkad neposredna impresija sinestetski nadilazi uobičajene okvire osjetilnih podražaja ("Bolesnica") pa neki stihovi anticipiraju autorovu iduću poetsku koncepciju.
Započeo je pjesmama koje oponašaju A. G. Matoša, ali je naglo izveo dramatski zaokret, napustio sedmi razred zagrebačke gimnazije, pokrenuo časopis, primio ekavski izgovor (u čemu će ga ubrzo kratkotrajno slijediti i mnogi drugi hrvatski pisci) i nastupio kao novi pjesnik i kritičar, nadahnut ekspresionističkim časopisom Der Sturm, pa je slijedio i njegov program s uporištem u posvemašnjem negiranju tradicije i osporavanju bilo kakve sveze između književnosti i stvarnosti u kojoj ona nastaje. Nakon upoznavanja s njemačkim ekspresionističkim pjesništvom putom časopisa Der Sturm 1917. godine došlo je do temeljnog zaokreta u Šimićevu shvaćanju poezije i umjetnosti, pa je iste godine pokrenuo svoj prvi časopis Vijavica.
U skladu s novim programom, pjesme koje su nastale od 1917. do 1919. godine pisane su slobodnim stihom i označuju se kao Šimićeva ekspresionistička („anarhična“) faza. Prožete su nemirom ili očajem lirskoga subjekta i bilježe impulse koje ekstatični subjekt „hvata“ u brzu tempu gradskog življenja („Pjesma“, „Grad“, „Ples“, „Pjesma pjesnika“). Šimić katkad rabi i tzv. telegrafski stil, omiljeno sredstvo futurističke i ekspresionističke poezije, izostavlja gramatičke veze i interpunkcijske oznake ili ih maksimalno pojednostavnjuje kako bi se dočarala simultanistička percepcija okolnih fenomena, odnosno naglasila brzina ili intenzitet proživljenog iskustva („O svijet i ja u svijetu i svijet u meni“; “Grad noći žene zvijezde“; “Ples radost vrisak bog“; “Ja pjevam“) koje teži prvotnoj senzaciji, „očišćenoj“ od naslaga „istrošene“ civilizacije.
U kasnijim fazama uglavnom je napustio takve kompozicijske postupke. Vijavica je izlazila do 1918. godine, a nakon toga Šimić je, 1919. godine, zajedno sa suosnivačima i suurednicima Nikom Milićevićem i Gustavom Krklecom, izdavao časopis Juriš, koji se iste godine ugasio. Sažeto je označavao svoj književni smjer sadržan u (ekspresionističkom) uvjerenju, da je umjetnost najintenzivniji doživljaj svijeta i da zato ne smije, pa i ne može biti angažirana u službi bilo koje tendencije. Ako to u ono doba i nisu više bile nove misli, jer su ih već zagovarali i hrvatski modernisti, one su sada bile izgovarane načinom koji do tada u nas nije bio poznat.
Godine 1920. objavio je svoju jedinu kratku zbirku pjesama „Preobraženja“ posvećenu svojoj djevojci Tatjani Marinić. Upravo time daje najveći doprinos novoj hrvatskoj književnosti, posebno pjesništvu. Sastoji se od 48, uglavnom kratkih pjesama. Neke su objavljene prethodnih godina, ali ih je Šimić preradio pa se „Preobraženja“ smatraju zasebnom („kanonskom“) fazom. Pjesme u knjizi odlikuju se posebnim grafičkim aranžmanom (tzv. središnja os), što ga je Šimić preuzeo od njemačkog pjesnika A. Holza (Phantasus, 1898. – 1899.), a i u ostalim slojevima zbirke simetrija je temeljno organizacijsko načelo. Uvodeći velike teme kao što su „Bog“, „ljubav“, „smrt“ (tijelo) i „poezija“ (umjetnost), Šimić ih koncentriranim i pomno dotjeranim diskursom uklapa u sliku svijeta koji prolazi bezbrojne preobrazbe u različitim tipskim personama (bolesnik, zavodnik, zavedena, mjesečar, mučenik) ili pojavama, da bi se onkraj vremena i prostora sve životne forme na kraju vratile panteistički zamišljenu apsolutnu („Otkupljenje“, „Budući“). Depatetizirani izlaz, stilizirana (nemimetička) uporaba kolorita, vizualnost pjesničkoga znaka, dubinska eufonija i funkcionalno upošljavanje praznine (bjeline) samo su neke od inovacija koje su postale trajnjim naslijeđem hrvatske moderne lirike. Poezija nakon „Preobraženja“ označuje novi zaokret u smjeru „neoklasičnog“ izraza, pa slobodni stih katkad ustupa mjesto obnovljenoj strofičkoj formi i vezanomu stihu. U okviru kasne Šimićeve poezije daju se uočiti i tekstovi koji u Baudelaireovu duhu osciliraju između odsutne transendencije i unutrašnjeg ideala („Prazno nebo“ i „Nađeni bog“), a u pjesmi „Smrt i ja“ („Smrt nije izvan mene. Ona je u meni/od najprvog početka: sa mnom raste/u svakome času“) Šimić se poput R. M. Rilkea, približava shvaćanjima o nerazlučivom jedinstvu života i smrti. Približivši se i poetici „nove stvarnosti“ (Neue Sachlichkeit), spjevao je cijenjeni ciklus Siromasi.
U tekstovima: „Namjesto svih programa“, „Anarhija u umjetnosti“, „O muzici forma“ ispovijedao je nova modernistička načela, ali je ostao na stajalištu čistoće umjetnosti. Iako odličan učenik, morao je napustiti gimnaziju jer školske vlasti učenicima nisu dopustile izdavanje javnih tiskovina. Od tada se u potpunosti posvetio pisanju neprestano živeći u siromaštvu, ali je unatoč nesređenim egzistencijalnim prilikama ostavio plodan i iznimno značajan književni opus.
Donadini je uzvikivao "dolje estetike i dolje ukus", a Šimić, kao da nastavlja na te uzvike, zahtijeva da pisci odbace svu dekorativnost i otmjenost, da skinu, kako on kaže, i odijelo sa sebe, i "kragne, manšete, kravate, šalove i sve ono drugo, da bacimo iz sebe sve trope, figure, metonimije, aliteracije, asonance, klimakse, sve ono što je ukus, što je retorika i 'lepota', to će reći sve ono što je suvišno - i da govorimo istinu". Iako je polemički intoniranom, matoševski britkom i neumoljivom kritikom znatno utjecao na književna zbivanja i uopće na razmišljanja o književnosti, najdublji trag ostavio je kao pjesnik. Prvi je u nas, poslije kratkotrajnog početništva, načelno otklonio vezani stih i rimu pa progovorio pregnantnim, često i grafički simetričnim slobodnim stihom, te stvorio uzor poezije kreirane "iznutra", kao najintenzivnijeg doživljaja svijeta. Pjesnik tijela, grada i siromaha, nije svoje teme vidio u socijalnom nego isključivo u individualno-psihološkom značenju. Pjesnik ljubavi i smrti, osjećao je trajnu tjeskobu i duhovni nemir, ali i svijest da je pred ključnim pitanjima života i svemira nemoćan kao čovjek, a kao pjesnik može ga samo spoznavati. Reskošću svoga stiha prodirao je kao oštricom noža u dubine ljudskoga bića, u njegovu egzistencijalnu samoću. Zato njegove pjesme, naoko tako hladne i često svedene na gole konstatacije u izravnom iskazu, blistaju dalekim astralnim sjajem.
Nakratko je (od ožujka do studenoga) 1923. godine s Milanom Begovićem uređivao Savremenik a 1924. godine pokrenuo je i svoj treći časopis Književnik. U zaoštrenim manifestima iz Juriša („Usamljenost duha“ i „Juriš“) prosvjedovao je protiv zatečenoga stanja u društvu i kulturi, zahtijevao rušenje dotadašnjih vrijednosti i postavio utopijskih projekt „duhovnoga carstva u zemlji“.
U tako kratko vrijeme, koje ne ispunjava ni puno desetljeće, prešavši put od matoševsko-wiesnerovskog impresionizma do oslobođenog a formalno stiješnjenog ekspresionizma, postao je virtuoz koji s malo riječi otvara bezdane prostore misli i životnog smisla. Znao je graditi pjesmu, zgušnjavati stih, birati pravu riječ: često jednostavnoj i običnoj, znao je udahnuti punu izražajnost. Bolujući od rane mladosti, nosio je u sebi smrt i bio svjestan da ona u njemu raste te da će ga jednoga skorog dana posve ispuniti - i prerasti. Možda je i zato naglo sazrijevao, što dokazuje njegov časopis Književnik.
Metamorfoze koje je Šimićevo pjesništvo prošlo u kratkom vremenskom razmaku govore o brzom sazrijevanju i skokovitom razvoju autora, a kritički i feljtonistički spisi to zorno ilustriraju. Mnogobrojni članci u suvremenim književnim pojavama i piscima pokazuju da je Šimić intenzivno pratio europska umjetnička zbivanja i da je promptno reagirao na one događaje koji su odgovarali njegovu senzibilitetu i trenutačnim umjetničkim interesima („Tri zapisa o pjesništvu“). Kao kritičar, o domaćim je, pa i etabliranim autorima (Vladimir Nazor), pisao vrlo oštro („Naš najproduktivniji pjesnik“; „Prazna retorika Miroslava Krleže“, 1917.) često ulazeći u polemike („Pravdanje o Vidriću“, 1922.).
Osim o hrvatskim i srpskim piscima, pisao je o gotovo svim važnijim njemačkim i austrijskim pjesnicima ekspresionističkoga naraštaja, a bio je dobro upućen i u francusku, pa čak i u skandinavsku književnost. Preveo je 1923. godine roman Blagoslov zemlje Knuta Hamsuna, ali taj prijevod tiskan je tek 1983. godine. Osim toga romana preveo je i jednu dramu izvedenu u HNK, te četiri kraća prozna stavka André Gidea, Marcela Prousta, Rose Luxemburg i Alfreda Ehrensteina).

### Posmrtno
Velik dio Šimićeva opusa ostao je neobjavljen do 1950-ih i 1960-ih, među ostalim i nekoliko dramskih fragmenata te započeti roman Dvostruko lice. Sabrana djela koje je uredio njegov brat Stanislav Šimić objavljena su 1960. godine.
Šimić je uz Tina Ujevića i Miroslava Krležu najistaknutiji hrvatski pjesnik modernizma, zaslužan za popularizaciju slobodnoga stiha i novih kompozicijskih načela („Tehnika pjesme“, 1923. godine) kao i za definitivnu integraciju hrvatskoga pjesništva u europske književne tokove. Sve bogatija recepcija njegova pjesničkoga djela, u zamahu od 1960-ih, potvrđuje takav status, a kritički sudovi Preobraženja svrstavaju u vrh novije hrvatske lirike.

## Djela
Knjiga pjesama Preobraženja izdana u Zagrebu 1920. godina naziva se kamenom temeljcem modernog hrvatskog pjesništva.

### Pjesme
- Pjesnici (lirska minijatura)

Grafički izgled pjesme (monostih, distih i tercih). Govori o odnosu pjesnika i svijeta i stvarnosti. Preobražava svijet u poeziji, novu stvarnost. Motiv čuđenja (velike/nijeme oči), sugerira time čuđenje očiju koje rastu. U zadnjim stihovima pjesme također prepoznajemo pjesnikov odnos prema svijetu. Osluškuju „ćutanje“, oni su „vječno treptanje“-duša su svijeta, osluškuju i ono što se ne čuje.
- Opomena

U pjesmi koja se sastoji od 4 opomene i 4 strofe pjesnik govori o čovjeku i njegovim djelima, onome čemu teži, nebiti malen, znači biti velik svojim djelima. S obzirom na to da svaka od četiriju opomena završava „zvijezda“, pjesnik time oslikava čovjekovu potrebu, približiti se toj ljepoti i dosegnuti zvijezde.
- Moja preobraženja

Pjesma Preobraženja pisana je stihom desetercem. Približava se svakodnevnom govoru, jednostavan izraz bez ukrasa. Slobodan stih (nema rime), interpunkcija je zanemarena (nije u skladu s pravopisnim pravilima nego prema vlastitom nahođenju, aluzija na preobraženje (kad su učenici u Isusu prepoznali Spasitelja).
U ovoj pjesmi pjesnik shvaća život tako težak, kao prokletstvo. Umoran je od mijena (kada je Mjesec okrenut Zemlji svojom neosvijetljenom stranom). Teži (čezne) za smrti. Riječ „zvijezda“ ima razna značenja. Svako nebesko tijelo koje se na nebu vidi kao svijetla točka, visoke temperature s vlastitim izvorom energije. Osoba koja se u nekim oblicima javnosti iznimno ističe (film, sport, glazba), na engleskome jeziku zvijezda je kazano riječju „star“ (simbol nacrtana zvijezda).
„Ja pjevam sebe koji umirem na dan...“ - taj stih stvara dojam kritika i napetosti.
A.B.Šimić ne doživljava smrt kao kraj (kao u vrijednoj njegovoj pjesmi), već kaže da će s dalekog neba noću sjati.
Pojavljuju se boje i personifikacije:
1. crne bezdane i mučne noći,
2. blijedo meko lice u kristalno jutro, (polja, livada i voda)
3. umorna od mijena,
4. svijetlu nepromjenjivu i vječnu zvijezdu,
5. neba noću sjati,
6. crne muke noćnih očajnika.

Boje:
1. plava (nebeska boja izražava hladnoću, pomirenje)
2. žuta (zemaljska, topla boja)
3. crna i bijela u kontrastu (zatvaraju krug preobrazbe u svjetlosti)

- Hercegovina

Pjesnik je inspiriran zavičajem. Doživljaj iz noćne (kuće, stabla, dvorište, njive). Vizualna stvarnost preobražava se u svijet ekspresija, vizija i slutnji (slutnja smrti).
Ekspresionistički pejzaž:
Crna i bijela boja u kontrastu.
1. Crna (težak život ljudi)
2. Bijela (rijetki sretni trenutci u životu ljudi)

- Smrt i ja

Interpunkcija je u ovoj pjesmi zanemarena.
Tema smrti u ovoj pjesmi ostvarena je na osobit način, ona je sastavni dio bića, čovjekova života, živi od trenutaka kad se čovjek rodi, čovjek zastane, a ona nastane „kraljevati“. Zadnji stih ostaje otvoren, što sugerira taj novi početak smrti koja prerasta.

### Posmrtno
- Izabrane pjesme, Matica hrvatska, Zagreb, 1933. Priredio Ivo Hergešić.
- Izabrane pjesme, Zora, Zagreb, 1950. Priredio Dragutin Tadijanović.
- Sabrana djela, Znanje, Zagreb, 1960. U tri sveska, priredio Stanislav Šimić.
- Pjesme i proza, Matica hrvatska: Zora, Zagreb, 1963. Priredio Jure Kaštelan. Pet stoljeća hrvatske književnosti, knj. 99.
- Pjesme i eseji, Matica hrvatska, Zagreb, 1964. Priredila i pogovor napisala Vesna Krmpotić.
- Stihovi i proza, Svjetlost: Naprijed, Sarajevo, 1967. Srpski i hrvatski pisci XX veka. Kolo 3, Antun Branko Šimić, sv. 24.
- Pjesme i kritike, Mladost, Zagreb, 1973.
- Prazno nebo: odabrane pjesme, Prva književna komuna, Mostar, 1973. Izbor pjesama Ivan Kordić.
- Sabrana djela, August Cesarec, Zagreb - Svjetlost, Sarajevo, 1988. U dva sveska, priredili Nedjeljko Mihanović (I. svezak) i Dubravko Jelčić (II. svezak). Drugo izdanje u nakladi Dom i svijet, 1998., urednici Mile Pešorda i Božidar Petrač.
- Izabrane pjesme,  Erasmus naklada, Zagreb, 1996. Priredio i predgovor napisao Mile Pešorda.
- Tijelo i mi: izbor iz djela, Riječ, Vinkovci, 1999. Priredio Delimir Rešicki.
- Preobraženja i izabrane druge pjesme, Profil International, Zagreb, 2005. Priredio Vlado Pandžić.
- Preobrazbe - Preobraženja, slovensko-hrvatsko izdanje, prevela Ines Cergol, pogovor Mile Pešorda, Koper-Zagreb,2006.
- Izabrane pjesme, Matica hrvatska, Zagreb, 2008. Priredio Ante Stamać.
- Pjesme, Matica hrvatska u Sarajevu, Sarajevo, 2009. Priredio Vlado Pandžić.
- Proza I, Matica hrvatska u Sarajevu, Sarajevo, 2009. Priredio Vlado Pandžić.
- Proza II, Matica hrvatska u Sarajevu, Sarajevo, 2009. Priredio Vlado Pandžić.
- Rane pjesme, Redak, Split, 2011. Priredila Mila Pandžić.
- Izabrane pjesme, Biblioteka Stoljeća hrvatske književnosti, knj. br. 113, uredio Ante Stamać, Matica hrvatska, Zagreb, 2012.[9]

## Priznanja, počasti i spomen
- A. B. Šimiću u čast pokrenuta je, u vrijeme Hrvatskoga proljeća, na poticaj hrvatskoga pjesnika i studenta romanistike Mile Pešorde, kulturna manifestacija Šimićevi susreti, prvi put održana 30. i 31. svibnja 1970. godine, u Grudama i Drinovcima ("Kršni zavičaj", Drinovci, 1970., "Vjesnik", Zagreb, 16. lipnja 1970.).
- Matica hrvatska u Mostaru postavila je spomenik Antunu Branku Šimiću ispred svoje zgrade 2005. godine.[10] Autor spomenika je hrvatski kipar Josip Ivanović.[11]
- Spomenik Antunu Branku Šimiću postavljen je 2005. godine u Aleji hrvatskih književnih velikana u Kijevu. Autor je hrvatski kipar Nikola Pepić. Replika tog spomenika otkrivena je 26. veljače 2010. godine u srednjoj školi u Grudama.[12]

## Vanjske poveznice
- Kratak životopis i neke pjesme
- HRT: Rođen Antun Branko Šimić[neaktivna poveznica]
- Poezija Antun Branko Šimić  Arhivirana inačica izvorne stranice od 10. kolovoza 2011. (Wayback Machine)
- Životopis na povijest.net  Arhivirana inačica izvorne stranice od 7. prosinca 2015. (Wayback Machine)
- Vijenac: Svijetla riječ  Arhivirana inačica izvorne stranice od 12. siječnja 2012. (Wayback Machine)
- Vijenac: Znanstveni krug oko A. B. Šimića  Arhivirana inačica izvorne stranice od 29. kolovoza 2011. (Wayback Machine)
- A. B. Šimić: Molitva na putu
- Fra Jakov Bubalo, "Doživljaj koji se dugo pamti", Kršni zavičaj, br. 1, Drinovci, 1970.